# Isover
Isover er en forretningsenhed i den franske, multinationale koncern Saint-Gobain, der udvikler og producerer isoleringsløsninger til den danske byggeindustri. Isoleringsprodukterne består af 75 procent genbrug, fra glas, plastik samt kasseret isolering, til genanvendelse
I Danmark er Isover placeret i Vamdrup ved Kolding, hvor glasuldsfabrikker beskæftiger ca. 200 medarbejdere. Isover er en del af Saint-Gobain Gruppen, der beskæftiger ca. 170.000 medarbejder i 64 lande.
Isover har en ledende markedsposition i Danmark i konkurrence med navnlig det danskejede Rockwool International, men også udenlandske producenter som eksempelvis Knauf.

## Produkter og services
Isovers mineraluldsprodukter er fremstillet af glas, der efter en særlig metode patenteret af Saint-Gobain smeltes og herefter slynges ud i tynde fibre til glasuld. Fibrene bindes sammen med en binder og ligger i en tilfældig orden. Herved opstår der en masse luftlommer, hvor luften står stille. Den store mængde af stillestående luft giver glasulden en god isoleringsevne.

## Historie
- Danmarks første mineraluldsfabrik, Dansk Glasuldsfabrik, blev anlagt i Kastrup på Amager i 1935.
- Den danske fabrik skiftede i slutningen af 1950’erne den oprindelige Hager-metode ud med Saint-Gobains TEL-princip, hvilket skabte en glasuld, som kunne komprimeres og var 10 gange lettere end tidligere.
- Få år senere blev produktionen flyttet til en nybygget fabrik i Vamdrup i Jylland.
- Saint-Gobain-virksomheden Isover overtog i 1988 fabrikken fra Superfos.[2]